# 253 Mathilde
A 253 Mathilde főövi, C típusú kisbolygó. 1885. november 12-én fedezte fel Johann Palisa. Körülbelül 4 év alatt kerüli meg a Napot, tengely körüli forgása viszonylag lassú, 17,4 nap alatt tesz meg egy fordulatot. A „Mathilde” nevet V. A. Lebeuf, az aszteroida pályáját kiszámoló osztrák csillagász javasolta, a név pedig Maurice Loewy feleségének keresztneve – Loewy ez idő tájt a Párizsi Obszervatórium aligazgatója volt.
1997. június 27-én a NEAR Shoemaker űrszonda, útban a 433 Eros felé, 1200 kilométerre haladt el mellette, így megfigyelte és fényképeket készített róla.